# 女の都ランプ
女の都ランプ（めのとランプ）は、長崎県長崎市泉町と西彼杵郡長与町高田郷に跨る川平有料道路のインターチェンジ（ランプ）である。長崎バイパス（西山・諫早市方面）方面のみ出入り可能である。長崎県道113号長与大橋町線に接続しており、長崎市北部や、西彼杵郡長与町へのアクセスが便利である。長崎バイパスを経由する長崎バスのうち、長与方面（満永）発の系統はこのランプから出入りする。料金所はない。

## 道路
- 川平有料道路

## 周辺
- 長崎県立大学シーボルト校
- 長崎市立長崎商業高等学校
- ファミリーマート
- 長崎県営バス長与営業所
- 長与病院

## 隣
川平有料道路
(11-3)川平IC/JCT - (11-4)女の都ランプ - (11-5)長与ランプ